# الحديقة النباتية بوكور
الحديقة النباتية بوكور (بالإندونيسية: Kebun Raya Bogor) هي حديقة نباتية تقع في بوكور في إندونيسيا على بعد 60 كم جنوب العاصمة جاكرتا. يتم تشغيلها حاليًا من قبل المعهد الإندونيسي للعلوم (بالإندونيسية: Lembaga Ilmu Pengetahuan Indonesia). تقع الحديقة في وسط مدينة بوكر، وتم تضمينها في مجمع القصر الرئاسي استانا بوجور. تغطي الحديقة مساحة 87 هكتار (210 فدانًا) وتحتوي على 13.983 نوع مختلفة من الأشجار والنباتات من أصل مختلف. موقعها الجغرافي في بوجور يمنحها كمية من الأمطار تتساقط يوميا بشكل تقريبي حتى في موسم الجفاف. وهذا يجعل من الحديقة والموقع مكان مناسب لزراعة النباتات الاستوائية.

## التاريخ
تأسست الحديقة في عام 1817 بأمر من حكومة جزر الهند الشرقية الهولندية، ازدهرت حديقة تحت قيادة العديد من علماء النبات الشهيرة أشهرهم إلياس تيسمان، رودولف هيرمان وكريستيان كاريل شيفر، وملكيور تيروب، خدم حديقة بوكور النباتية منذ تأسيسها كمركز بحثي كبير للزراعة والبستنة، وهي أقدم حديقة نباتية في جنوب شرق آسيا.

## معرض صور

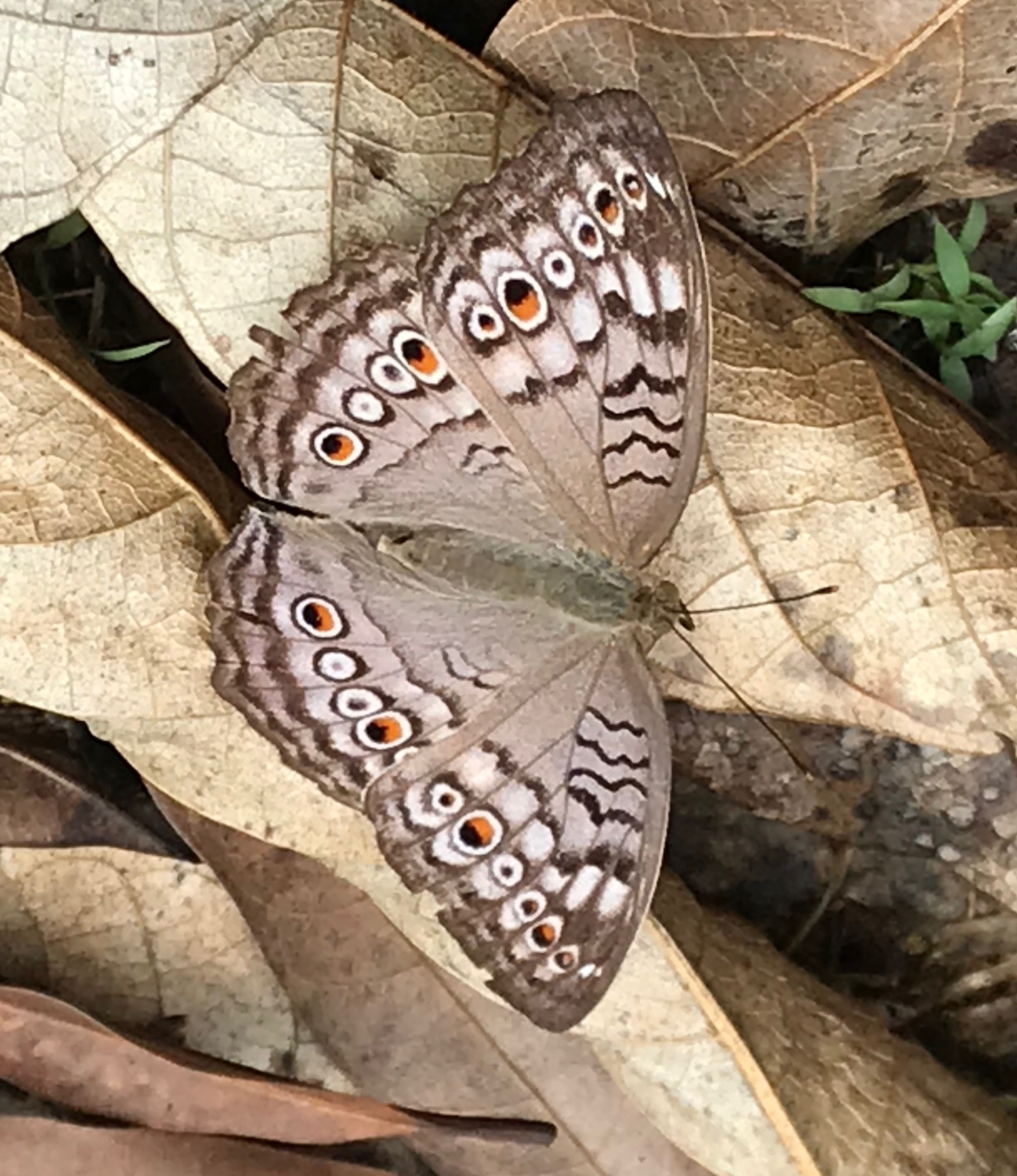
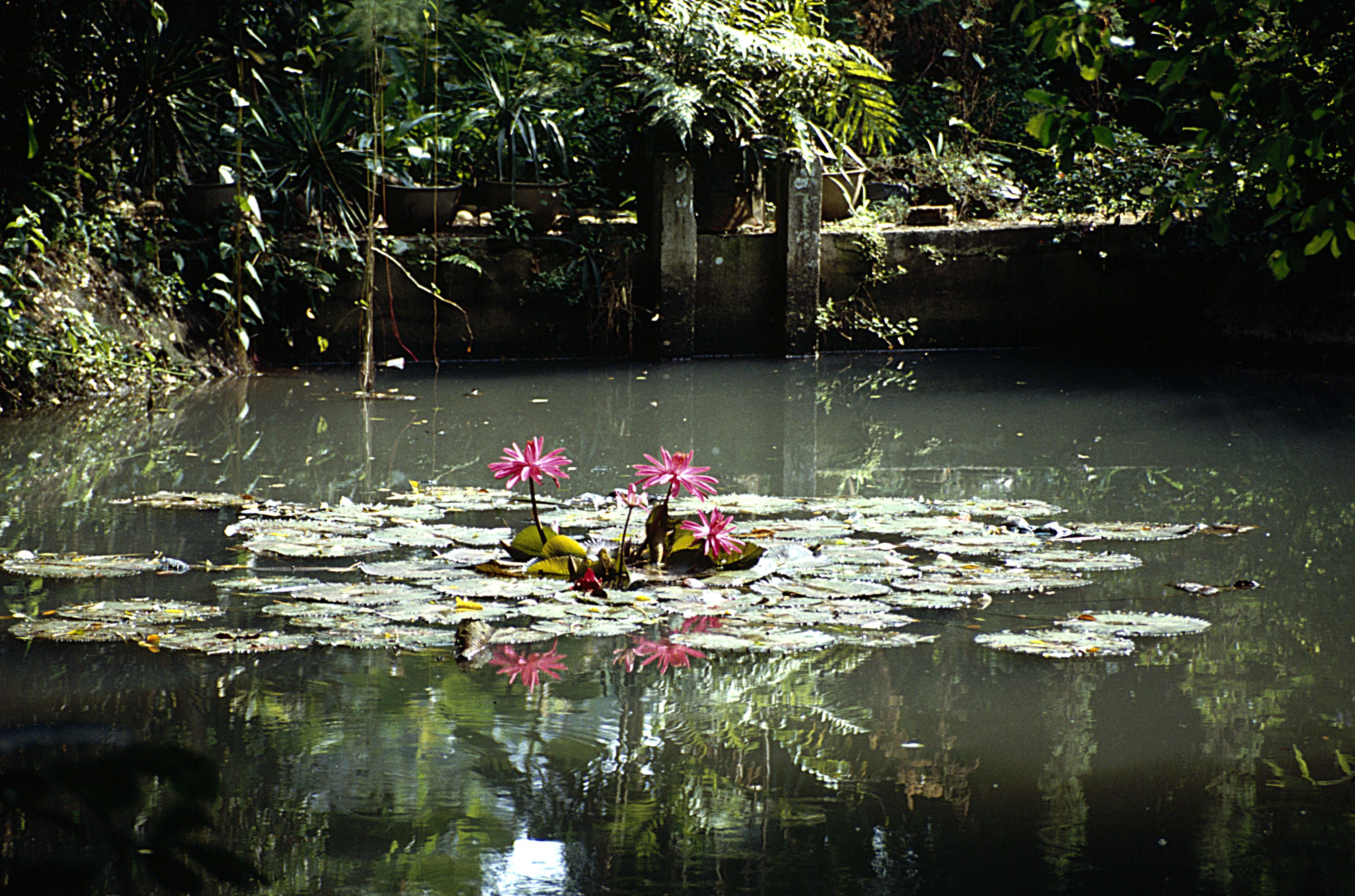
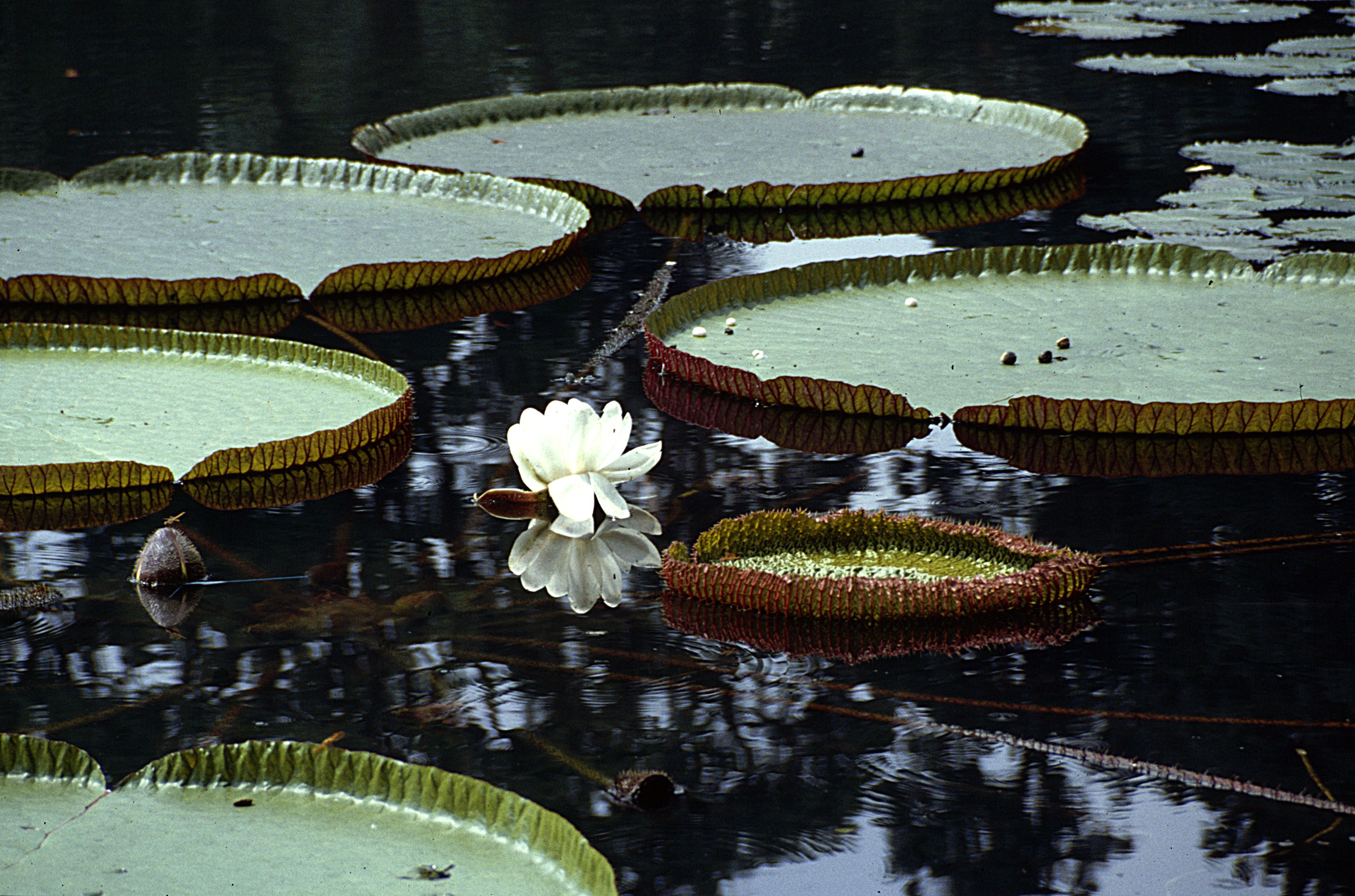
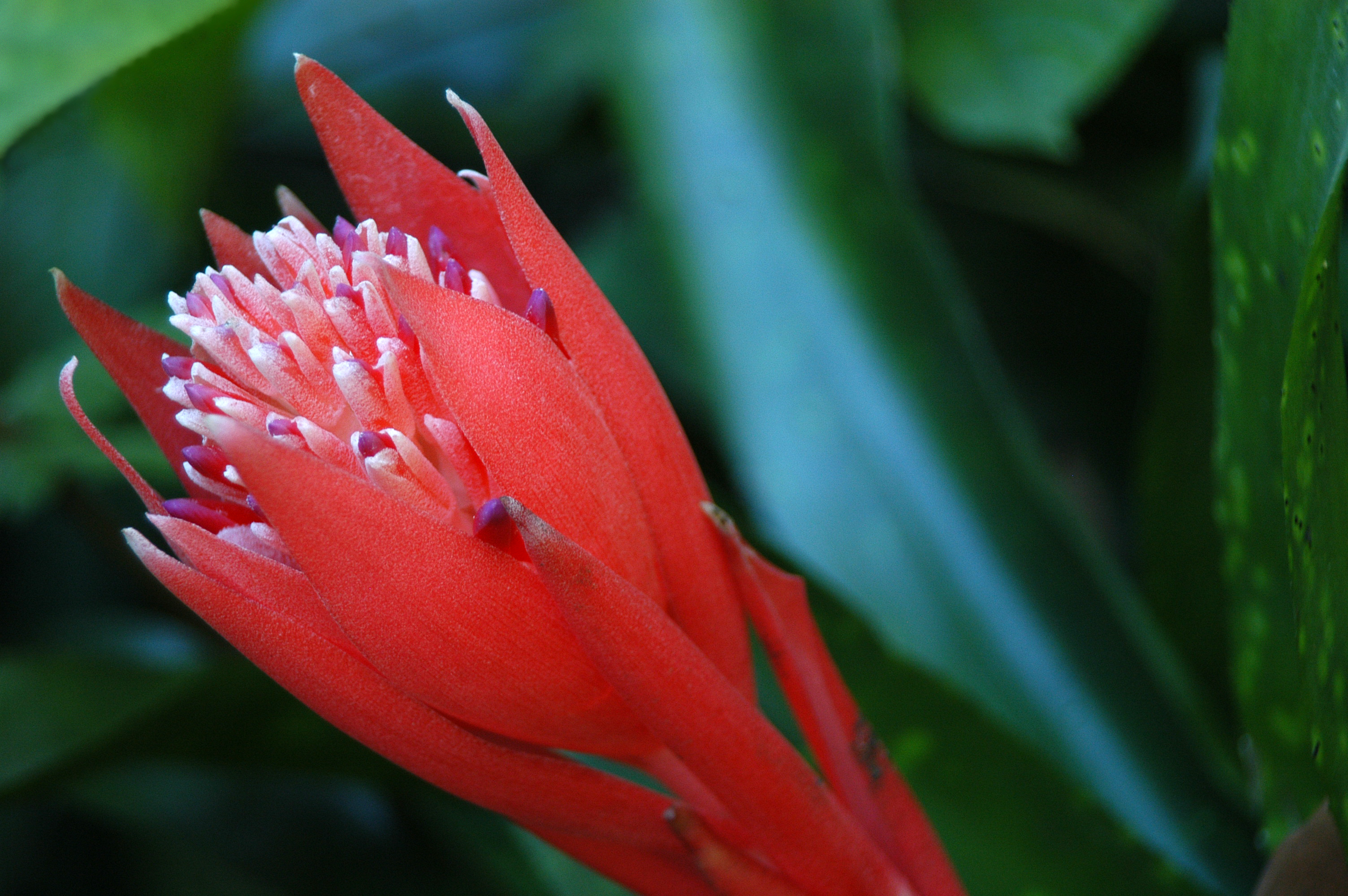
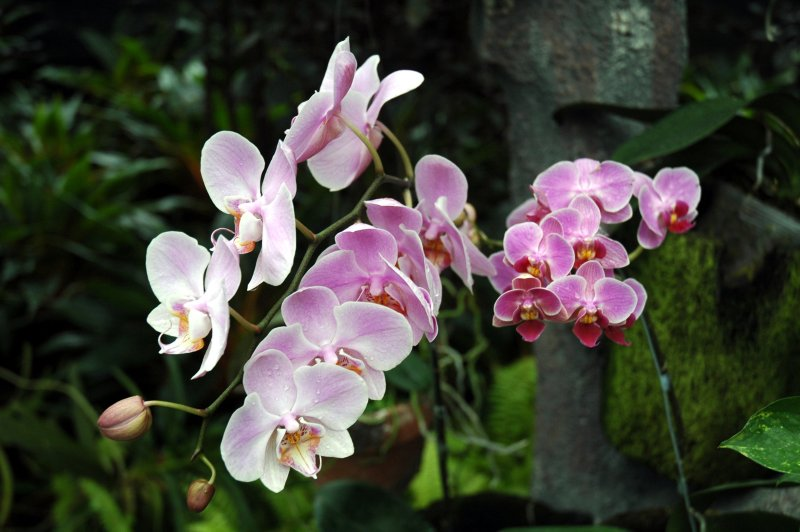